# Norman Lamm
Pour les articles homonymes, voir Lamm.
Norman (Nachum) Lamm, né le 19 décembre 1927 à Brooklyn (New York) et mort le 31 mai 2020 à Englewood, est un rabbin américain, un des leaders du judaïsme orthodoxe moderne, président de l'université Yeshiva de 1976 à 2003, puis chancelier  de cette université de 2003 à 2013.

## Biographie
Norman (Nachum) Lamm est né le 19 décembre 1927 à Brooklyn (New York). Il est le fils de Samuel Lamm et de Pearl (Peppie) Baumol. Son grand-père maternel est le rabbin Yehoshua Baumol (1880-1948), auteur des responsa Emek Halakha, que cite son petit-fils, Norman Lamm.

### Jeunesse
Il étudie à la Mesivta Torah Vodaath à Williamsburg (Brooklyn).

### Rabbin dans le West Side de Manhattan (1952-1976)
Norman Lamm dirige une communauté pendant 24 ans. En 1952, il devient rabbin du West Side Jewish Center (congrégation Beth Israel), situé au 347 West 34th Street, Manhattan, New York. Il est ensuite  rabbin assistant en 1958 puis rabbin de 1959 à 1976 au Upper West Jewish Center, situé au 131 West 86th Street, Manhattan, New York.

### Université Yeshiva (1946-2013)
L'association de Norman Lamm avec l'université Yeshiva dure plus de 60 ans, d'étudiant à chancelier.

#### Étudiant en chimie (1949)
Norman Lamm obtient son B.Sc. (licence) de Yeshiva College en chimie en 1949.
Il suit des cours à l'université polytechnique de New York.

#### Rabbi Isaac Elchanan Theological Seminary (RIETS) (1951)
Norman Lamm est un disciple du rabbin Joseph B. Soloveitchik, à l'école rabbinique de l'université Yeshiva : Rabbi Isaac Elchonon Theological Seminary(RIETS) et reçoit de lui sa Semikha.

#### Docteur en philosophie juive (1966)
En 1966, Norman Lamm reçoit un doctorat (Ph.D.) en philosophie juive de l'université Yeshiva.

#### Professeur
Attiré par les sciences, Norman Lamm veut continuer dans cette voie, après sa licence en chimie mais le président de l'université Yeshiva l'influence dans le choix d'une carrière rabbinique et d'enseignant.
Il devient Rosh Yeshiva, position qu'il conserve tout au long de sa carrière à son alma mater.

#### Président de l'université (1976-2003)
Il est le troisième président de l'université Yeshiva, le premier étant Bernard Revel (de 1915 à 1940) et le second Samuel Belkin (de 1943 à 1976). Il est le premier président de cette université né aux États-Unis.
Son successeur comme président est Richard Joel, qui dirigeait l'organisation étudiante Hillel affiliée au Bnai Brith. Il avait été Doyen associé et professeur à la faculté de droit de l'université Yeshiva, la Cardazo Law School. Richard Joel est le quatrième président de l'université et le premier n'ayant pas la formation de rabbin.

#### Chancelier de l'université (2003-2013)
En prenant sa retraite comme président d'université en juin 2003, Norman Lamm est nommé le premier chancelier de l'université, position qu'il occupe jusqu'en juillet 2013. Il prend alors sa retraite également comme Rosh HaYeshiva de l'école rabbinique de l'université Yeshiva : Rabbi Issac Elchanan Theological Seminary (RIETS).

### Famille
Norman Lamm a un frère, Maurice Lamm, un rabbin connu.
L'écrivain Shalom Auslander est son neveu.

### Mort
Norman Lamm est mort le 31 mai 2020 à Englewood (New Jersey, à l'âge de 92 ans. Il avait la Maladie d'Alzheimer et vivait retiré.

## Torah Umadda
Norman Lamm définit son approche et son appartenance au judaïsme orthodoxe moderne sous l'étiquette de Torah Umadda, soit Torah et culture moderne.

## Œuvres
- (en) The Royal Reach, Feldheim, 1970
- (en) Faith and Doubt: Studies in Traditional Thought, 1971 (2e édition, 1986, 3e édition, 2006). Ktav.  (ISBN 0881250007)
- (en) A Hedge of Roses: Jewish Insights Into Marriage, Feldheim, 1977
- (en) Torah Lishmah: Torah for Torah's Sake in the Works of Rabbi Hayyim of Volozhin and His Contempories, Ktav, 1989. Thèse de doctorat (Ph.D.)
- (en) The Religious Thought of Hasidism: Text and Commentary, Publication Trust of Yeshiva University, 1999.  (ISBN 0881254401)
- (en) The Shema: Spirituality and Law in Judaism, Jewish Publication Society of America, 2000. (ISBN 082760713X)
- (en) Torah Umadda: The Encounter of Religious Learning and Wordly Knowledge in the Jewish Tradition, édition du 20e anniversaire avec une nouvelle préface et une postface du rabbin Jonathan Sacks. Maggid Books (une division de Koren Publishers, Jérusalem), 2010.  (ISBN 9781592643097)
- (en) Festivals of Faith: Reflections on the Jewish Holidays. OU Press & Yeshiva University Press: New York, 2011.  (ISBN 9781602801745)